# Вест Барабу (Висконсин)
Вест Барабу (енгл. West Baraboo) град је у америчкој савезној држави Висконсин.

## Демографија
По попису из 2010. године број становника је 1.414, што је 166 (13,3%) становника више него 2000. године.
| Група             | 2000.         | 2010.         |
| Белци             | 1.186 (95,0%) | 1.267 (89,6%) |
| Афроамериканци    | 7 (0,6%)      | 15 (1,1%)     |
| Азијати           | 6 (0,5%)      | 22 (1,6%)     |
| Хиспаноамериканци | 20 (1,6%)     | 70 (5,0%)     |
| Укупно            | 1.248         | 1.414         |